# Tera Wray
Tera Elizabeth Lents (Owensboro, 14 de abril de 1982 — Joshua Tree, 13 de janeiro de 2016), conhecida profissionalmente como Tera Wray, foi uma ex-atriz pornográfica norte-americana. Seu nome artístico é derivado de seu primeiro nome verdadeiro, Tera, e o nome do meio de seu melhor amigo, Wray.[carece de fontes?] Era considerada uma estrela da pornografia alternativa.
Suicidou-se em 13 de  janeiro de 2016, 14 meses após a morte de seu marido Wayne Static, vocalista da banda Static-X. A causa da morte foi de uma overdose de drogas ilícitas. Tera estaria sofrendo de depressão desde a morte de Wayne em novembro de 2014.

## Prêmios
- 2008 F.A.M.E. Award - finalista – Favorite Rookie Starlet[5]
- 2008 AVN Award - indicada – Best New Starlet
- 2008 AVN Award - indicada – Most Outrageous Sex Scene – Tattooed & Tight (com Mark Zane)[6][7][8]
- 2008 XBIZ Award - indicada – New Starlet of the Year[9]
- 2009 AVN Award - indicada – Best All-Girl Couples Sex Scene – The Orifice[10]
- 2009 AVN Award - indicada – Most Outrageous Sex Scene – Tattooed & Tight 3[10]